# Clarksburg (Misuri)
Clarksburg es una ciudad ubicada en el condado de Moniteau, Misuri, Estados Unidos. Tiene una población estimada, a mediados de 2022, de 255 habitantes.

## Geografía
La localidad está ubicada en las coordenadas 38°39′41″N 92°39′59″O / 38.66139, -92.66639. Según la Oficina del Censo de los Estados Unidos, tiene una superficie total de 1.50 km², de la cual 1.49 km² corresponden a tierra firme y 0.01 km² están cubiertos de agua.

## Demografía
Según el censo de 2020, en ese momento había 254 personas residiendo en la localidad. La densidad de población era de 170.47 hab./km². El 87.40% de los habitantes eran blancos, el 1.18% eran amerindios, el 5.91% eran de otras razas y el 5.51% eran de una mezcla de razas. Del total de la población, el 7.09% eran hispanos o latinos de cualquier raza.